# Juneau
Juneau é a capital do estado norte-americano do Alasca. É ao mesmo tempo uma cidade e um dos 18 distritos organizados do estado, ou seja, possui o poder e o dever de fornecer certos serviços públicos aos seus habitantes.

## Geografia
De acordo com o Departamento do Censo dos Estados Unidos, a cidade tem uma área de 8 429,6 km², dos quais 7 003,4 km² estão cobertos por terra e 1 426,2 km² (16,9%) por água.
Localiza-se no Sudeste de Alasca, a uma latitude de 58º18'07 ao Norte e longitude de 134º25'11 ao Oeste, ficando muito próximo da divisa com Canadá, ao oeste, onde há muitas ilhas. Apesar disso, não é fácil comercializar com os canadenses, pois, apesar de estar ao nível do mar, localiza-se em ilhas completamente montanhosas, dificultando a comercialização de produtos.
Juneau tem uma temperatura baixíssima, com uma média anual inferior a 5 °C. No verão ela pode atingir 20 °C, com muitas nuvens e muita chuva, principalmente em agosto e setembro. A temperatura máxima registrada na história de Juneau foi 32 °C, em julho de 1975, já a mínima foi em janeiro de 1972, com -30 °C. No inverno a temperatura é menor que 0 °C, chove bem mais que no verão, pois a massa de ar frio vem trazendo nuvens carregadas.
A vegetação de Juneau é rasteira, pois as árvores não resistem a tanto frio, então a vegetação tundra é predominante, devido ao frio e o clima úmido. Já as árvores que suportam o clima são geralmente de pequeno porte e raramente de médio porte. Como há montanhas elevadas próximo da capital, há uma vegetação de altitude apresentando pequenas árvores nas montanhas.

## Demografia
Desde 1900, o crescimento populacional médio, a cada dez anos, é de 36,2%.

### Censo 2020
De acordo com o censo nacional de 2020, a sua população é de 32 255 habitantes e sua densidade populacional é de 4,6 hab/km². Seu crescimento populacional na última década foi de 3,1%, próximo do crescimento estadual de 3,3%. É a segunda cidade mais populosa do Alasca.
Possui 14 093 residências que resulta em uma densidade de 2 residências/km² e um aumento de 8,0% em relação ao censo anterior. Deste total, 8,2% das unidades habitacionais estão desocupadas. A média de ocupação é de 2,5 pessoas por residência.

### Censo 2010
Segundo o censo nacional de 2010, sua população era de 31 275 habitantes e sua densidade populacional de 3,7 hab/km². A cidade possuía 13 055 residências que resultavam em uma densidade de 1,9 residências/km².

## Transportes

### Navegação
A navegação tornou-se o meio de comercialização mais utilizado em Juneau, pois Juneau se localiza próximo a algumas ilhas no Oceano Pacífico e alguns rios são navegáveis. O porto de Juneau facilita ainda mais a comercialização de produtos, mas como os rios navegáveis são muito estreitos, então só passam navios de pequeno ou, talvez, de médio porte. Às vezes, o navio (principalmente de médio porte) precisa diminuir um pouco a velocidade para passar sem perder o controle. Antes das mercadorias serem tiradas, elas são verificadas por policiais.

### Vias públicas
Outro meio de comercialização é por caminhões, onde existem policiais que verificam para ver se não há produtos ilegais e algumas drogas. Como a região próxima é montanhosa, a comercialização é mais complicada e lenta. Além disso, a região tem muita neblina e curvas perigosas, o que pode causar graves acidentes se o motorista não estiver atento ao trânsito.

## Marcos históricos
O Registro Nacional de Lugares Históricos lista 22 marcos históricos em Juneau. O primeiro marco foi designado em 19 de setembro de 1973 e o mais recente em 7 de julho de 2016.

## Galeria de imagens

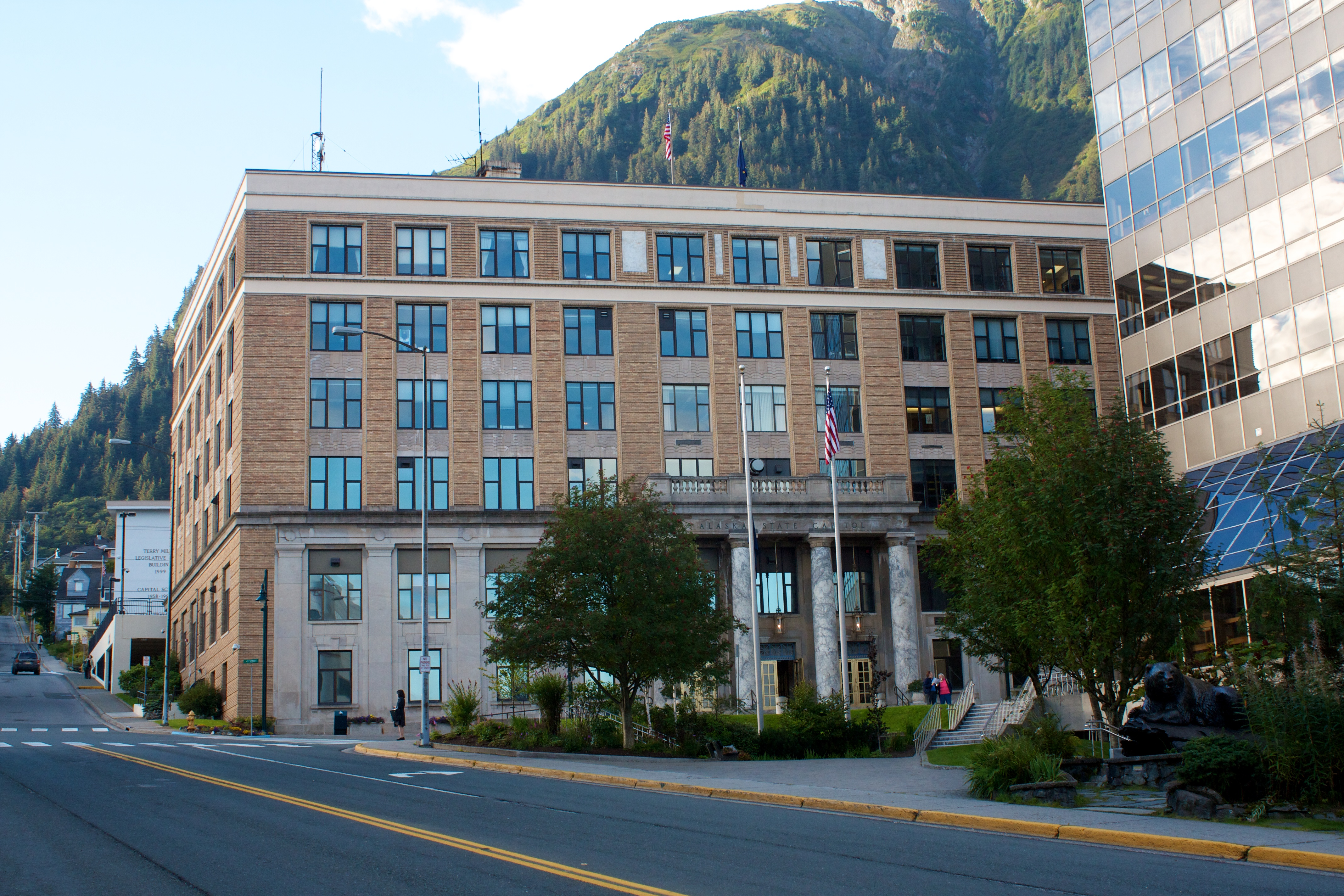
Capitólio estadual do Alasca em Juneau
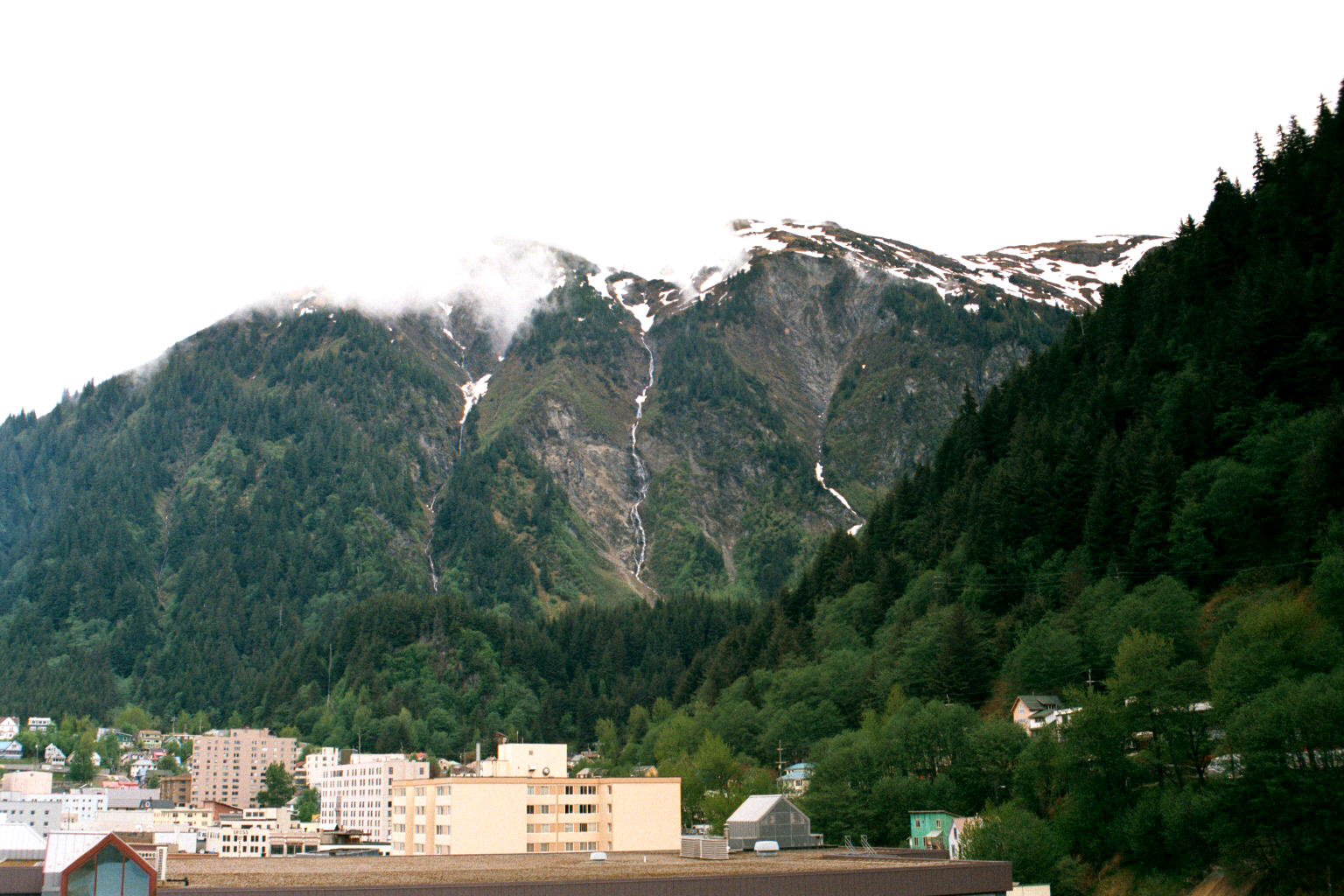
Vista de Juneau, a capital do Alasca